# CEV Challenge Cup 2008–2009 (damer)
CEV Challenge Cup 2008-2009 spelades mellan 11 oktober 2008 och 15 mars 2009. Det var den 29:e upplagan av CEV Challenge Cup (den andra under det namnet) och 54 lag deltog. Slutspelet (med de fyra bästa lagen) spelades i Jesi, Italien och Giannino Pieralisi Volley vann tävlingen genom att besegra Panathinaikos Athlitikos Omilos i finalen. Simona Rinieri utsågs till mest värdefulla spelare.

## Deltagande lag
| - CV Albacete - USSP Albi - Azərreyl QVK - İqtisadçı VK - Rabita Baku - ŽOK Luka Bar - OK Radnički - VK Slávia EU Bratislava - Bratislavský VK - ŽOK Jedinstvo Brčko - VK Královo Pole - CS Dinamo București - Vasas SC - CV Diego Porcelos | - Zlatogor Zolotonosha Tjеrkаsy - Kruh Tjеrkаsy - Dresdner SC - Anorthosis Famagusta - Vanajan RC - Asterix Kieldrecht - ATSC Klagenfurt - Istres Ouest Provence VB - Karşıyaka SK - Giannino Pieralisi Volley - AEK Larnaca - Entente Sportive Le Cannet-Rocheville - AEL Limassol - ASKÖ Linz-Steg | - CS Madeira - AO Markópoulo - OK Branik - VK Minsk - Kommunalnik Mogilev - OK HIT Nova Gorica - ŽOK Novo Mesto - Női RKE Nyíregyháza - VV Pollux - VK UP Olomouc - Olympiakos SFP - ŽOK Osijek - Panathinaikos Athlitikos Omilos - VC Unic Piatra Neamț | - OK Pula - LP Viesti Salo - VK Leningradka - OK Imzit Dobrinja - VK Sieverodontjanka - OK Forza Volej - VK CSKA Sofia - ŽOK Vukovar - Volejbol Tiranë - CSU Târgu Mureș - Datovoc Tongeren - Troon VC |

Kruh Tjerkasy, Datovoc Tongeren och Karşıyaka SK, som alla kom från CEV Cup drog sig ur tävlingen

## Turneringen

### Första omgången

#### Match 1
| 11 oktober 2008 Sportska dvorana Topolica, Bar Speltid: 1h:14 - Åskådare: 250        | ŽOK Luka Bar    | 0 - 3 | ŽOK Jedinstvo Brčko  | 16-25, 9-25, 19-25                |
| 12 oktober 2008 Sportna Dvorana Ljudski Vrt, Maribor Speltid: 1h:15 - Åskådare: 1500 | OK Branik       | 0 - 3 | Dresdner SC          | 21-25, 26-28, 15-25               |
| 11 oktober 2008 Sportovni Hala, Brno Speltid: 1h:46 - Åskådare: 150                  | VK Královo Pole | 3 - 1 | VK UP Olomouc        | 29-27, 20-25, 25-18, 25-20        |
| 11 oktober 2010 Hämeenkaari, Tavastehus Speltid: 1h:54 - Åskådare: 318               | Vanajan RC      | 1 - 3 | VK CSKA Sofia        | 23-25, 25-21, 20-25, 18-25        |
| 11 oktober 2008 Sala Sporturilor, Târgu Mureș Speltid: 2h:10 - Åskådare: 600         | CSU Târgu Mureș | 3 - 2 | VK Minsk             | 15-25, 25-23, 23-25, 25-22, 15-10 |
| 12 oktober 2008 Municipality Stadium, Markópoulo Speltid: 1h:17 - Åskådare: 400      | AO Markópoulo   | 3 - 0 | Anorthosis Famagusta | 26-24, 25-23, 25-8                |

#### Match 2
| 11 oktober 2008 Sportska Dvorana Magnet, Brčko Speltid: 1h:02 - Åskådare: 800            | ŽOK Jedinstvo Brčko  | 3 - 0 | ŽOK Luka Bar    | 25-11, 25-13, 25-10               |
| 12 oktober 2008 Margon Arena, Dresden Speltid: 1h:18 - Åskådare: 2200                    | Dresdner SC          | 3 - 0 | OK Branik       | 25-20, 25-14, 25-22               |
| 11 oktober 2008 Univerzita Palackeho, Olomouc Speltid: 1h:18 - Åskådare: 400             | VK UP Olomouc        | 0 - 3 | VK Královo Pole | 23-25, 20-25, 17-25               |
| 11 oktober 2008 Palazzetto dello Sport Vasil Simov, Sofia Speltid: 1h:46 - Åskådare: 250 | VK CSKA Sofia        | 3 - 1 | Vanajan RC      | 23-25, 25-18, 25-15, 25-22        |
| 11 oktober 2008 Palace of Sports Ledovy, Minsk Speltid: 1h:13 - Åskådare: 1000           | VK Minsk             | 0 - 3 | CSU Târgu Mureș | 23-25, 22-25, 20-25               |
| 19 oktober 2008 Themistokleio Sports Center, Limassol Speltid: 1h:58 - Åskådare: 500     | Anorthosis Famagusta | 2 - 3 | AO Markópoulo   | 25-18, 25-22, 22-25, 21-25, 11-15 |

#### Kvalificerade lag
- ŽOK Jedinstvo Brčko
- VK Královo Pole
- Dresdner SC
- AO Markópoulo
- VK CSKA Sofia
- CSU Târgu Mureș

### Andra omgången

#### Match 1
| 5 november 2008 PalaTriccoli, Jesi Speltid: 1h:12 - Åskådare: 300                      | Giannino Pieralisi Volley | 3 - 0 | ŽOK Jedinstvo Brčko  | 25-13, 25-16, 25-16               |
| 5 november 2008 Športna dvorana, Nova Gorica Speltid: 1h:11 - Åskådare:                | OK HIT Nova Gorica        | 3 - 0 | Volejbol Tiranë      | 25-20, 25-11, 25-15               |
| 5 november 2008 Sportcentrum Vondersweijde, Oldenzaal Speltid: 2h:23 - Åskådare:       | VV Pollux                 | 3 - 2 | Dresdner SC          | 22-25, 30-28, 20-25, 25-19, 18-16 |
| 5 november 2008 Europagymnasium Auhof, Linz Speltid: 1h:39 - Åskådare: 550             | ASKÖ Linz-Steg            | 3 - 1 | ŽOK Novo Mesto       | 23-25, 25-22, 25-15, 25-8         |
| 4 november 2008 Polideportivo El Plantio, Burgos Speltid: 0h:55 - Åskådare: 400        | CV Diego Porcelos         | 3 - 0 | Troon VC             | 25-8, 25-10, 25-9                 |
| 5 november 2008 Halle Polyvalente, Istres Speltid: 2h:02 - Åskådare: 1000              | Istres Ouest Provence VB  | 3 - 1 | VK Královo Pole      | 25-18, 30-28, 24-26, 28-26        |
| 5 november 2008 Sportska Dvorana Borovo, Vukovar Speltid: 1h:44 - Åskådare: 300        | ŽOK Vukovar               | 3 - 1 | OK Imzit Dobrinja    | 25-14, 25-15, 19-25, 25-21        |
| 5 november 2008 Vasas Sportcsarnok, Budapest Speltid: 1h:48 - Åskådare: 250            | Vasas SC                  | 1 - 3 | Női RKE Nyíregyháza  | 24-26, 25-20, 21-25, 18-25        |
| 6 november 2008 Hristo Botev Hall, Sofia Speltid: 1h:51 - Åskådare: 300                | VK CSKA Sofia             | 2 - 3 | Kommunalnik Mogilev  | 17-25, 25-18, 25-19, 20-25, 10-15 |
| 6 november 2008 Sala Sporturilor, Târgu Mureș Speltid: 1h:07 - Åskådare: 550           | CSU Târgu Mureș           | 3 - 0 | Kruh Tjеrkаsy        | 25-12, 25-15, 25-21               |
| 4 november 2008 SRC Kale, Skopje Speltid: 1h:38 - Åskådare: 1000                       | OK Forza Volej            | 1 - 3 | VK Leningradka       | 16-25, 26-24, 14-25, 13-25        |
| 5 november 2008 Olimpic & Leisure Complex, Quba Speltid: ? - Åskådare: ?               | İqtisadçı VK              | 0 - 3 | AEL Limassol         | 0-25, 0-25, 0-25                  |
| 4 november 2008 Kition Sport Center, Larnaca Speltid: 1h:13 - Åskådare: 450            | AEK Larnaca               | 0 - 3 | VC Unic Piatra Neamț | 21-25, 13-25, 23-25               |
| 5 november 2008 Municipality Stadium, Markópoulo Speltid: 1h:13 - Åskådare: 400        | AO Markópoulo             | 3 - 0 | OK Radnički          | 25-16, 25-20, 25-23               |
| 6 november 2008 Ledovyj Sports Palace, Sievjerodonetsk Speltid: 1h:16 - Åskådare: 3280 | VK Sieverodontjanka       | 3 - 0 | Olympiakos SFP       | 26-24, 25-19, 25-15               |
| 5 november 2008 Salohalli, Salo Speltid: 2h:18 - Åskådare: 620                         | LP Viesti Salo            | 3 - 2 | Rabita Baku          | 22-25, 24-26, 26-24, 25-18, 15-11 |

#### Match 2
| 12 november 2008 Sportska Dvorana Magnet, Brčko Speltid: 1h:05 - Åskådare: 1200                | ŽOK Jedinstvo Brčko  | 0 - 3 | Giannino Pieralisi Volley | 13-25, 14-25, 8-25                |
| 12 november 2008 Asllan Rusi, Tirana Speltid: 1h:13 - Åskådare: 200                            | Volejbol Tiranë      | 0 - 3 | OK HIT Nova Gorica        | 19-25, 22-25, 18-25               |
| 12 november 2008 Margon Arena, Dresden Speltid: 1h:15 - Åskådare: 2010                         | Dresdner SC          | 3 - 0 | VV Pollux                 | 25-15, 25-17, 25-21               |
| 12 november 2008 Sportna Dvorana Marof, Novo Mesto Speltid: 1h:09 - Åskådare: 150              | ŽOK Novo Mesto       | 0 - 3 | ASKÖ Linz-Steg            | 15-25, 14-25, 24-26               |
| 12 november 2008 The Citadel, Ayr Speltid: 0h:58 - Åskådare: 250                               | Troon VC             | 0 - 3 | CV Diego Porcelos         | 9-25, 7-25, 6-25                  |
| 13 november 2008 Mestska Hala Vodova, Brno Speltid: 1h:59 - Åskådare: 330                      | VK Královo Pole      | 3 - 2 | Istres Ouest Provence VB  | 20-25, 25-19, 25-27, 25-23, 17-15 |
| 13 november 2008 Sportska Dvorana Ramiz Salcin, Sarajevo Speltid: 1h:39 - Åskådare: 150        | OK Imzit Dobrinja    | 1 - 3 | ŽOK Vukovar               | 22-25, 19-25, 25-22, 11-25        |
| 12 november 2008 Bujtosi Szabadido Csarnok, Nyíregyháza Speltid: 2h:02 - Åskådare: 300         | Női RKE Nyíregyháza  | 2 - 3 | Vasas SC                  | 17-25, 25-20, 25-18, 20-25, 10-15 |
| 12 november 2008 Sportivnyj Kompleks Olimpiets, Mahilëŭ Speltid: 1h:36 - Åskådare: 1000        | Kommunalnik Mogilev  | 3 - 1 | VK CSKA Sofia             | 25-17, 25-9, 21-25, 27-25         |
| 11 november 2008 Palazzo Budivel'nyk, Tjerkasy Speltid: 1h:44 - Åskådare: 200                  | Kruh Tjеrkаsy        | 3 - 1 | CSU Târgu Mureș           | 21-25, 25-22, 27-25, 25-22        |
| 12 november 2008 Accademia Vjačeslav Platonov, Sankt Petersburg Speltid: 1h:05 - Åskådare: 550 | VK Leningradka       | 3 - 0 | OK Forza Volej            | 25-14, 25-14, 25-18               |
| 12 november 2008 LTV AEL, Limassol Speltid: ? - Åskådare: 170                                  | AEL Limassol         | 3 - 0 | İqtisadçı VK              | 25-0, 25-0, 25-0                  |
| 11 november 2008 Ceahlaul, Piatra Neamț Speltid: 1h:11 - Åskådare: 450                         | VC Unic Piatra Neamț | 3 - 0 | AEK Larnaca               | 25-18, 26-24, 25-14               |
| 12 november 2008 SH Radnicki, Belgrad Speltid: 1h:07 - Åskådare: 200                           | OK Radnički          | 0 - 3 | AO Markópoulo             | 15-25, 23-25, 15-25               |
| 13 november 2008 Melina Merkourī Hall, Pireus Speltid: 1h:59 - Åskådare: 300                   | Olympiakos SFP       | 3 - 2 | VK Sieverodontjanka       | 25-21, 25-19, 15-25, 24-26, 15-13 |
| 13 november 2008 Sports Games Palace, Baku Speltid: 1h:24 - Åskådare: 1200                     | Rabita Baku          | 3 - 0 | LP Viesti Salo            | 25-21, 25-19, 25-20               |

#### Kvalificerade lag
| - Rabita Baku - CV Diego Porcelos - Dresdner SC - Istres Ouest Provence VB - Giannino Pieralisi Volley - AEL Limassol - ASKÖ Linz-Steg - AO Markópoulo | - Kommunalnik Mogilev - Női RKE Nyíregyháza - OK HIT Nova Gorica - VC Unic Piatra Neamț - VK Leningradka - VK Sieverodontjanka - ŽOK Vukovar - CSU Târgu Mureș |

### Sextondelsfinaler

#### Match 1
| 9 december 2008 Hall De Meerminnen, Beveren Speltid: 1h:12 - Åskådare: 300             | Asterix Kieldrecht                    | 0 - 3 | VK Leningradka            | 17-25, 23-25, 19-25               |
| Matchen spelades inte då Kruh Tjerkasy drog sig ur tävlingen                           | Kruh Tjеrkаsy                         | 0 - 3 | AEL Limassol              | 0-25, 0-25, 0-25                  |
| 11 december 2008 Športová hala Mladosť, Bratislava Speltid: 1h:54 - Åskådare: 350      | VK Doprastav Bratislava               | 1 - 3 | Istres Ouest Provence VB  | 25-18, 26-28, 19-25, 24-26        |
| 9 december 2008 Gymnase Maillan, Le Cannet Speltid: 1h:43 - Åskådare: 350              | Entente Sportive Le Cannet-Rocheville | 3 - 1 | CSU Târgu Mureș           | 18-25, 27-25, 25-12, 25-16        |
| 10 december 2008 Lucian Grigorescu Sports Hall, Bukarest Speltid: 1h:49 - Åskådare: 50 | CS Dinamo București                   | 3 - 1 | Kommunalnik Mogilev       | 19-25, 25-22, 25-22, 25-22        |
| 10 december 2008 Športová hala Mladosť, Bratislava Speltid: 1h:06 - Åskådare: 400      | VK Slávia EU Bratislava               | 0 - 3 | Giannino Pieralisi Volley | 17-25, 9-25, 17-25                |
| 10 december 2008 Maison des Sports, Albi Speltid: 1h:16 - Åskådare: 931                | USSP Albi                             | 3 - 0 | VC Unic Piatra Neamț      | 25-23, 25-23, 25-17               |
| Matchen spelades inte då Datavoc Tongeren drog sig ur tävlingen                        | Datovoc Tongeren                      | 0 - 3 | VK Sieverodontjanka       | 0-25, 0-25, 0-25                  |
| 10 december 2008 Dom Sportova, Pula Speltid: 1h:10 - Åskådare: 100                     | OK Pula                               | 0 - 3 | Dresdner SC               | 12-25, 12-25, 16-25               |
| Matchen spelades inte då Karşıyaka SK drog sig ur tävlingen                            | Karşıyaka SK                          | 0 - 3 | Rabita Baku               | 0-25, 0-25, 0-25                  |
| 9 december 2008 Sports Games Palace, Baku Speltid: 2h:00 - Åskådare: 1500              | Azərreyl QVK                          | 3 - 2 | Női RKE Nyíregyháza       | 22-25, 25-19, 16-25, 28-26, 15-12 |
| 11 december 2008 Pab. Polid. Parque, Albacete Speltid: 2h:11 - Åskådare: 600           | CV Albacete                           | 3 - 2 | OK HIT Nova Gorica        | 18-25, 19-25, 25-17, 25-22, 15-10 |
| 11 december 2008 Sporthalle Lerchenfeld, Klagenfurt Speltid: 0h:58 - Åskådare: 150     | ATSC Klagenfurt                       | 0 - 3 | AO Markópoulo             | 13-25, 12-25, 17-25               |
| 10 december 2008 ?, ? Speltid: 2h:12 - Åskådare: 250                                   | CS Madeira                            | 2 - 3 | CV Diego Porcelos         | 25-19, 24-26, 25-19, 19-25, 12-15 |
| 10 december 2008 Športska dvorana Zrinjevac, Osijek Speltid: 1h:42 - Åskådare: 150     | ŽOK Osijek                            | 1 - 3 | ASKÖ Linz-Steg            | 25-16, 19-25, 24-26, 21-25        |
| 10 december 2008 National A. C. Makis Liougas, Glyfáda Speltid: 1h:08 - Åskådare: 250  | Panathinaikos Athlitikos Omilos       | 3 - 0 | ŽOK Vukovar               | 25-20, 25-16, 25-19               |

#### Match 2
| 17 december 2008 Accademia Vjačeslav Platonov, Sankt Petersburg Speltid: 1h:37 - Åskådare: 500 | VK Leningradka            | 3 - 1 | Asterix Kieldrecht                    | 25-22, 25-19, 25-27, 25-16                   |
| Matchen spelades inte då Kruh Tjerkasy drog sig ur tävlingen                                   | AEL Limassol              | 3 - 0 | Kruh Tjеrkаsy                         | 25-0, 25-0, 25-0                             |
| 17 december 2008 Halle Polyvalente, Istres Speltid: 1h:20 - Åskådare: 750                      | Istres Ouest Provence VB  | 3 - 0 | VK Doprastav Bratislava               | 25-22, 26-24, 25-15                          |
| 16 december 2008 Sala Sporturilor, Târgu Mureș Speltid: 1h:56 - Åskådare: 700                  | CSU Târgu Mureș           | 3 - 2 | Entente Sportive Le Cannet-Rocheville | 25-16, 20-25, 25-20, 20-25, 15-12            |
| 17 december 2008 Sport Complex Olympiets, Mogilev Speltid: 1h:37 - Åskådare: 800               | Kommunalnik Mogilev       | 3 - 1 | CS Dinamo București                   | 25-23, 22-25, 25-17, 25-18 Golden set: 12-15 |
| 17 december 2008 PalaTriccoli, Jesi Speltid: 1h:12 - Åskådare: 250                             | Giannino Pieralisi Volley | 3 - 0 | VK Slávia EU Bratislava               | 25-12, 25-20, 25-14                          |
| 17 december 2008 ?, Piatra Neamț Speltid: 1h:42 - Åskådare: 427                                | VC Unic Piatra Neamț      | 3 - 1 | USSP Albi                             | 25-23, 23-25, 25-20, 25-21                   |
| Matchen spelades inte då Datovoc Tongeren drog sig ur tävlingen                                | VK Sieverodontjanka       | 3 - 0 | Datovoc Tongeren                      | 25-0, 25-0, 25-0                             |
| 17 december 2008 Margon Arena, Dresden Speltid: 1h:05 - Åskådare: 1480                         | Dresdner SC               | 3 - 0 | OK Pula                               | 25-11, 25-17, 25-16                          |
| Matchen spelades inte då Karşıyaka SK drog sig ur tävlingen                                    | Rabita Baku               | 3 - 0 | Karşıyaka SK                          | 25-0, 25-0, 25-0                             |
| 18 december 2008 Bujtosi Szabadidő csarnok, Nyíregyháza Speltid: 1h:47 - Åskådare: 600         | Női RKE Nyíregyháza       | 3 - 1 | Azərreyl QVK                          | 28-26, 23-25, 25-22, 25-16                   |
| 17 december 2008 Športna dvorana, Nova Gorica Speltid: 2h:11 - Åskådare: 400                   | OK HIT Nova Gorica        | 2 - 3 | CV Albacete                           | 19-25, 21-25, 25-20, 25-22, 13-15            |
| 17 december 2008 Municipality Stadium, Markópoulo Speltid: 1h:38 - Åskådare: 90                | AO Markópoulo             | 3 - 1 | ATSC Klagenfurt                       | 25-23, 20-25, 25-13, 25-19                   |
| 16 december 2008 P. M. El Plantío, Burgos Speltid: 1h:10 - Åskådare: 500                       | CV Diego Porcelos         | 3 - 0 | CS Madeira                            | 25-17, 25-19, 25-15                          |
| 16 december 2008 Europagymnasium Auhof, Linz Speltid: 1h:56 - Åskådare: 350                    | ASKÖ Linz-Steg            | 3 - 2 | ŽOK Osijek                            | 23-25, 19-25, 25-19, 25-15, 15-3             |
| 17 december 2008 Športska dvorana Borovo, Vukovar Speltid: 1h:14 - Åskådare: 900               | ŽOK Vukovar               | 0 - 3 | Panathinaikos Athlitikos Omilos       | 18-25, 18-25, 19-25                          |

#### Kvalificerade lag
| - CV Albacete - USSP Albi - Rabita Baku - CS Dinamo București - Dresdner SC - CV Diego Porcelos - VK Leningradka - Istres Ouest Provence VB | - Giannino Pieralisi Volley - Entente Sportive Le Cannet-Rocheville - AEL Limassol - ASKÖ Linz-Steg - AO Markópoulo - Női RKE Nyíregyháza - Panathinaikos Athlitikos Omilos - VK Sieverodontjanka |

### Åttondelsfinaler

#### Match 1
| 13 januari 2009 Accademia Vjačeslav Platonov, Sankt Petersburg Speltid: 1h:04 - Åskådare: 1000 | VK Leningradka           | 3 - 0 | AEL Limassol                          | 25-11, 25-19, 25-16               |
| 14 januari 2009 Halle Polyvalente, Istres Speltid: 1h:59 - Åskådare: 500                       | Istres Ouest Provence VB | 3 - 2 | Entente Sportive Le Cannet-Rocheville | 25-20, 25-21, 20-25, 9-25, 15-13  |
| 14 januari 2009 Lucian Grigorescu Sports Hall, Bukarest Speltid: 1h:14 - Åskådare: 100         | CS Dinamo București      | 0 - 3 | Giannino Pieralisi Volley             | 28-30, 19-25, 21-25               |
| Matchen spelades inte då VK Sieverodontjanka drog sig ur tävlingen                             | USSP Albi                | 3 - 0 | VK Sieverodontjanka                   | 25-0, 25-0, 25-0                  |
| 14 januari 2009 Margon Arena, Dresden Speltid: 1h:47 - Åskådare: 1756                          | Dresdner SC              | 3 - 1 | Rabita Baku                           | 25-22, 22-25, 25-22, 25-19        |
| 15 januari 2009 Bujtosi Szabadidő csarnok, Nyíregyháza Speltid: 1h:58 - Åskådare: 250          | Női RKE Nyíregyháza      | 2 - 3 | CV Albacete                           | 25-19, 24-26, 25-17, 23-25, 13-15 |
| 14 januari 2009 Municipality Stadium, Markópoulo Speltid: 1h:25 - Åskådare: 250                | AO Markópoulo            | 3 - 0 | CV Diego Porcelos                     | 27-25, 28-26, 25-21               |
| 14 januari 2009 Europagymnasium Auhof, Linz Speltid: 1h:03 - Åskådare: 400                     | ASKÖ Linz-Steg           | 0 - 3 | Panathinaikos Athlitikos Omilos       | 19-25, 19-25, 16-25               |

#### Match 2
| 21 januari 2009 LTV AEL, Limassol Speltid: 1h:09 - Åskådare: 400                     | AEL Limassol                          | 0 - 3 | VK Leningradka           | 20-25, 20-25, 15-25        |
| 21 januari 2009 Gymnase Maillan, Le Cannet Speltid: 1h:20 - Åskådare: 700            | Entente Sportive Le Cannet-Rocheville | 3 - 0 | Istres Ouest Provence VB | 25-22, 25-23, 25-18        |
| 21 januari 2009 PalaTriccoli, Jesi Speltid: 1h:10 - Åskådare: 300                    | Giannino Pieralisi Volley             | 3 - 0 | CS Dinamo București      | 25-21, 25-12, 25-19        |
| Matchen spelades inte då VK Sieverodontjanka drog sig ur tävlingen                   | VK Sieverodontjanka                   | 0 - 3 | USSP Albi                | 0-25, 0-25, 0-25           |
| 22 januari 2009 Sports Games Palace, Baku Speltid: 1h:33 - Åskådare: 3000            | Rabita Baku                           | 3 - 0 | Dresdner SC              | 25-21, 25-14, 32-30        |
| 20 januari 2009 Pab. Polid. Parque, Albacete Speltid: 1h:44 - Åskådare: 800          | CV Albacete                           | 3 - 1 | Női RKE Nyíregyháza      | 26-28, 25-20, 25-18, 25-18 |
| 21 januari 2009 P. M. El Plantío, Burgos Speltid: 1h:29 - Åskådare: 800              | CV Diego Porcelos                     | 3 - 1 | AO Markópoulo            | 25-15, 15-25, 25-15, 25-23 |
| 22 januari 2009 National A. C. Makis Liougas, Glyfáda Speltid: 1h:12 - Åskådare: 150 | Panathinaikos Athlitikos Omilos       | 3 - 0 | ASKÖ Linz-Steg           | 25-13, 25-13, 25-17        |

#### Kvalificerade lag
- CV Albacete
- USSP Albi
- Panathinaikos Athlitikos Omilos
- Rabita Baku
- Giannino Pieralisi Volley
- Entente Sportive Le Cannet-Rocheville
- AO Markópoulo
- VK Leningradka

### Kvartsfinaler

#### Match 1
| 11 februari 2009 Accademia Vjačeslav Platonov, Sankt Petersburg Speltid: 1h:08 - Åskådare: 800 | VK Leningradka            | 3 - 0 | Entente Sportive Le Cannet-Rocheville | 25-11, 25-23, 25-18        |
| 12 februari 2009 PalaTriccoli, Jesi Speltid: 1h:12 - Åskådare: 380                             | Giannino Pieralisi Volley | 3 - 0 | USSP Albi                             | 25-14, 25-20, 25-19        |
| 11 februari 2009 Olympic and Leisure Complex, Quba Speltid: 1h:52 - Åskådare: 3000             | Rabita Baku               | 1 - 3 | CV Albacete                           | 25-14, 23-25, 18-25, 18-25 |
| 11 februari 2009 Municipality Stadium, Markópoulo Speltid: 1h:51 - Åskådare: 500               | AO Markópoulo             | 1 - 3 | Panathinaikos Athlitikos Omilos       | 25-19, 17-25, 20-25, 20-25 |

#### Match 2
| 17 februari 2009 Gymnase Maillan, Le Cannet Speltid: 1h:45 - Åskådare: 750            | Entente Sportive Le Cannet-Rocheville | 3 - 1 | VK Leningradka            | 17-25, 25-22, 25-22, 25-20 |
| 18 februari 2009 Maison des Sports, Albi Speltid: 1h:15 - Åskådare: 1129              | USSP Albi                             | 0 - 3 | Giannino Pieralisi Volley | 21-25, 19-25, 21-25        |
| 18 februari 2009 Pab. Polid. Parque, Albacete Speltid: 1h:38 - Åskådare: 1200         | CV Albacete                           | 3 - 1 | Rabita Baku               | 25-23, 20-25, 25-20, 25-16 |
| 18 februari 2009 National A. C. Makis Liougas, Glyfáda Speltid: 1h:11 - Åskådare: 350 | Panathinaikos Athlitikos Omilos       | 3 - 0 | AO Markópoulo             | 25-19, 25-19, 25-21        |

#### Kvalificerade lag
- CV Albacete
- Panathinaikos Athlitikos Omilos
- Giannino Pieralisi Volley
- VK Leningradka

### Slutspel ("Final four")
Slutspelet genomfördes i Jesi, Italien. Semifinalerna spelades 14 mars, medan match om tredjepris och final spelades 15 mars..
|  | Semifinaler                     | Semifinaler |                                 |                           | Final               | Final               |  |
|  |                                 |             |                                 |                           |                     |                     |  |
|  | Giannino Pieralisi Volley       | 3           |                                 |                           |                     |                     |  |
|  | Giannino Pieralisi Volley       | 3           |                                 |                           |                     |                     |  |
|  | VK Leningradka                  | 1           |                                 |                           |                     |                     |  |
|  | VK Leningradka                  | 1           |                                 | Giannino Pieralisi Volley | 3                   |                     |  |
|  |                                 |             |                                 | Giannino Pieralisi Volley | 3                   |                     |  |
|  |                                 |             | Panathinaikos Athlitikos Omilos | 0                         |                     |                     |  |
|  | Panathinaikos Athlitikos Omilos | 3           | Panathinaikos Athlitikos Omilos | 0                         |                     |                     |  |
|  | Panathinaikos Athlitikos Omilos | 3           |                                 |                           |                     |                     |  |
|  | CV Albacete                     | 0           |                                 |                           | Match om tredjepris | Match om tredjepris |  |
|  | CV Albacete                     | 0           |                                 |                           |                     |                     |  |
|  |                                 |             |                                 |                           |                     |                     |  |
|  |                                 |             |                                 |                           | VK Leningradka      | 3                   |  |
|  |                                 |             |                                 |                           | VK Leningradka      | 3                   |  |
|  |                                 |             |                                 |                           | CV Albacete         | 2                   |  |

#### Semifinaler
| 14 mars 2009 PalaTriccoli, Jesi Speltid: 1h:53 - Åskådare: 900 | VK Leningradka | 1 - 3 | Giannino Pieralisi Volley       | 25-22, 22-25, 20-25, 25-27 |
| 14 mars 2009 PalaTriccoli, Jesi Speltid: 1h:14 - Åskådare: 350 | CV Albacete    | 0 - 3 | Panathinaikos Athlitikos Omilos | 15-25, 21-25, 20-25        |

#### Match om tredjeplats
| 15 mars 2009 PalaTriccoli, Jesi Speltid: 1h:52 - Åskådare: 150 | VK Leningradka | 3 - 2 | CV Albacete | 25-19, 22-25, 19-25, 25-19, 15-8 |

#### Final
| 15 mars 2009 PalaTriccoli, Jesi Speltid: 1h:16 - Åskådare: 1400 | Giannino Pieralisi Volley | 3 - 0 | Panathinaikos Athlitikos Omilos | 25-20, 25-20, 25-13 |

## Individuella utmärkelser
| Utmärkelse              | Namn               | Lag                             |
| ----------------------- | ------------------ | ------------------------------- |
| Mest värdefulla spelare | Simona Rinieri     | Giannino Pieralisi Volley       |
| Bästa poängvinnare      | Ana Ivis Fernández | Galatasaray SK                  |
| Bästa blockare          | Heather Bown       | Giannino Pieralisi Volley       |
| Bästa servare           | Sanja Tomašević    | Panathinaikos Athlitikos Omilos |
| Bästa passare           | Maja Ognjenović    | Giannino Pieralisi Volley       |
| Bästa mottagare         | Erika Carvalho     | CV Albacete                     |
| Bästa libero            | Marija Kupčinskaja | VK Leningradka                  |